# Lac Saturne
Pour les articles homonymes, voir Saturne.
Le lac Saturne est un lac de l'île principale des îles Kerguelen dans les Terres australes et antarctiques françaises (TAAF). Il est situé sur la presqu'île du Gauss.